# Juan Agustín Maza
Juan Agustín Maza (Mendoza, 4 de mayo de 1784 – Malargüe, 11 de junio de 1830) fue un jurisconsulto y político argentino.

## Biografía
Hijo del funcionario español Isidro Sáenz de la Maza, se doctoró en 1807 en Derecho Civil en la Real Universidad de San Felipe de la Capitanía General de Chile. Como miembro del Cabildo mendocino se adhirió a la Revolución de Mayo (en 1810), y en 1815 realizó importantes donaciones para ser utilizadas en la formación del Ejército de los Andes.
En 1816 representó como diputado a su provincia en el Congreso de Tucumán y fue uno de los firmantes del acta de la Independencia de las Provincias Unidas del Río de la Plata, el 9 de julio de 1816, pronunciándose a favor del sistema republicano. Electo vicepresidente del Congreso, al trasladarse a Buenos Aires presidió el cuerpo en noviembre de 1817.
De regreso en su provincia fue uno de los integrantes de la junta de vecinos de Mendoza que pidió la destitución del gobernador Pedro Molina. Caído este, el 29 de abril de 1824 Maza fue designado gobernador interino, pero al día siguiente fue remplazado por un Triunvirato que gobernó la provincia. Durante la administración de Juan Rege Corvalán, Maza fue presidente de la Junta de Representantes y también ministro de Gobierno en 1829.
Un año después, cuando las tropas comandadas por José Videla Castillo y enviadas por el general José María Paz invadieron Mendoza, Maza buscó refugio con otros federales en la tribu mapuche del cacique Coleto, a quien creían su amigo. Sin embargo el 11 de junio de 1830 los indígenas ―bajo las órdenes de los Hermanos Pincheira― los asesinaron a lanzazos en El Chacay, cerca del fortín Malargüe (a unos 400 km al sur de la villa de Mendoza).
Cien años después se recordó esta tragedia con la erección de un monumento a los caídos.
| Precedido por: Pedro Molina y Sotomayor | Gobernador de la Provincia de Mendoza (interino) 1824 | Sucedido por: Triunvirato de la Provincia de Mendoza |

- Datos: Q6298772